# متهمان نقض حقوق بشر در جمهوری اسلامی ایران
متهمان نقض حقوق بشر در جمهوری اسلامی ایران اشخاص و نهادهای وابسته به نظام جمهوری اسلامی ایران به ویژه در ردهٔ سران سیاسی، امنیتی، نظامی، انتظامی و قضایی و حتی فقهی (اجتهاد و مرجعیت) هستند که از دیدگاه شمار چشمگیری از کشورهای عضو سازمان ملل و نیز فعالان و نهادهای حقوق بشری مانند شورای حقوق بشر سازمان ملل متحد و دیوان بین‌المللی دادگستری (در لاهه) و مراکز و گروه‌های ایرانی فعال در زمینهٔ حقوق بشر در داخل (مانند کانون مدافعان حقوق بشر) و بیرون از ایران و همچنین کسانی که از سوی حکومت جمهوری اسلامی، حقوق انسانی‌شان نقض شده است، جزو ناقضان حقوق بشر هستند. نظام جمهوری اسلامی هیچ‌گاه اتهام نقض حقوق بشر را نپذیرفته است.

## نقض حقوق بشر توسط جمهوری اسلامی
«آیا می‌دانید که جنایاتی در زندان‌های جمهوری اسلامی به نام اسلام در حال وقوعند که شبیه آن در رژیم منحوس شاه، هرگز دیده نشد؟! آیا می‌دانید که تعداد زیادی از زندانی‌ها تحت شکنجه توسط بازجویانشان کشته شده‌اند؟! آیا می‌دانید که در زندان [شهر] مشهد، حدود ۲۵ دختر به خاطر آنچه بر آن‌ها رفته بود، مجبور به درآوردن تخمدان یا رحم شدند؟! آیا می‌دانید که در برخی زندان‌های جمهوری اسلامی، دختران جوان به زور، مورد تجاوز قرار می‌گیرند!»

نامه منتظری به خمینی پس از اطلاع از اعدام دسته‌جمعی زندانیان عقیدتی-سیاسی ایران در تابستان ۱۳۶۷.

«بزرگ‌ترین جنایتی که در جمهوری اسلامی شده و در تاریخ، ما را محکوم می‌کند، به دست شما انجام شده و [نام] شما را در آینده، جزو جنایت‌کاران در تاریخ می‌نویسند!»
حسینعلی منتظری، در آغاز جلسهٔ خصوصی با مسئولان «هیئت مرگ» یعنی حسین‌علی نیری، مصطفی پورمحمدی، سید ابراهیم رئیسی و مرتضی اشراقی در تاریخ ۲۴ مرداد ۱۳۶۷.

«باید در خانه‌اش محبوس باشد تا با مرضش بپوسد و بمیرد». (گفتهٔ سید روح‌الله خمینی دربارهٔ سید محمدکاظم شریعتمداری)

«کمی قبل از فوت آیت‌الله آذری قمی، من (محمد مؤمن) به دیدار آقا (سید علی خامنه‌ای) رفتم و از ایشان درخواست کردم [که] اگر اجازه بفرمایند، حصر بیت آیت‌الله آذری، برداشته شود تا بلکه ایشان بتواند برای درمان بیماری حادّش روانه بیمارستان گردد که در غیر این صورت، در مورد ایشان، بیم جانی می‌رود. آقا [خامنه‌ای] در پاسخ خواستهٔ من گفتند: به دَرَک!»

«خمینی را در آینده، خون‌ریز، سفاک و فتاک، لقب خواهند داد».
حسینعلی منتظری، در جلسهٔ خصوصی با مسئولان هیئت مرگ یعنی حسین‌علی نیری، مصطفی پورمحمدی، سید ابراهیم رئیسی و مرتضی اشراقی در تاریخ ۲۴ مرداد ۱۳۶۷.

تعداد اعدام‌های در ایران از سال ۲۰۰۴ تا ۲۰۱۳ (میلادی) طبق گزارش احمد شهید

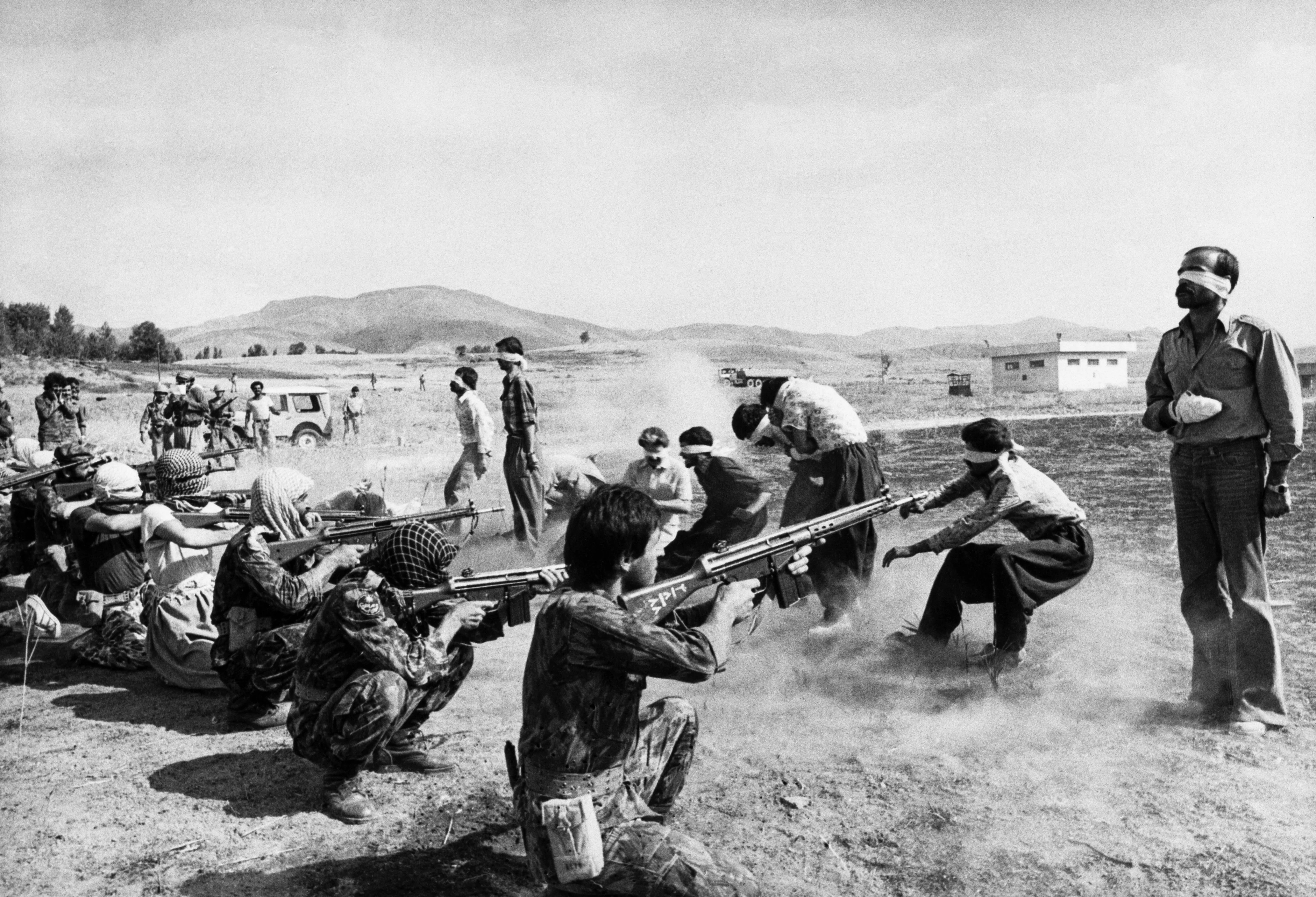
کردستان؛ فرودگاه سنندج؛ تیرباران پیشمرگان کردجهانگیر رزمی با گرفتن این عکس از «جوخه آتش در ایران» برنده جایزه پولیتزر ۱۹۸۰ میلادی شد

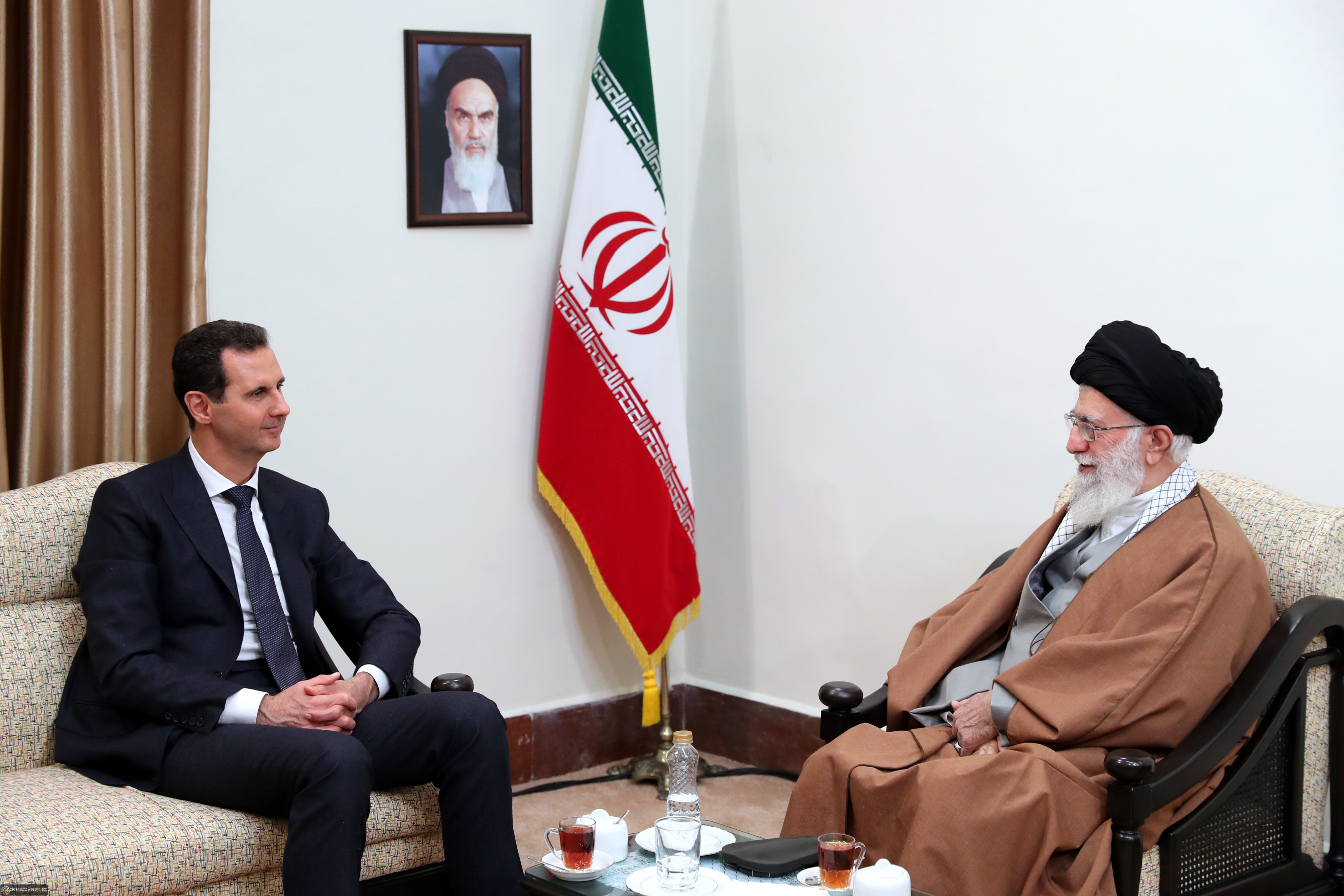
دیدار سید علی خامنه‌ای و بشار اسد

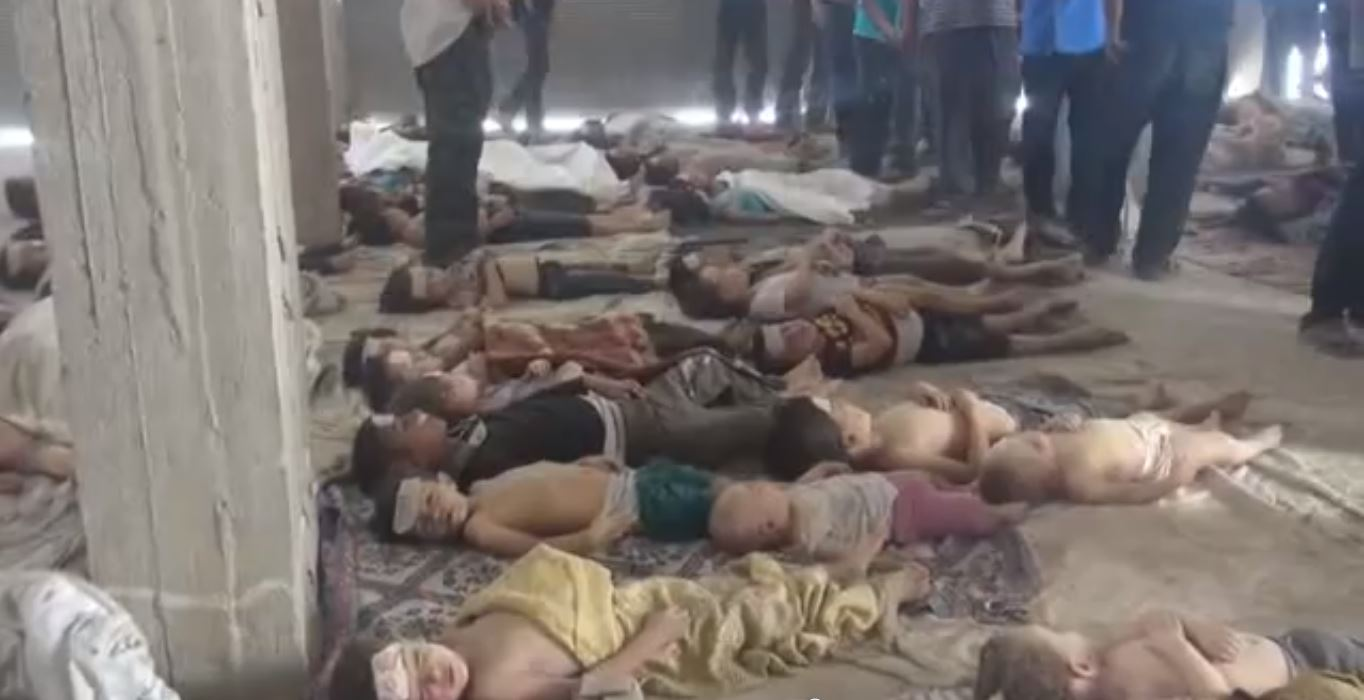
مرگ کودکان بر اثر حملات نیروهای بشار اسد

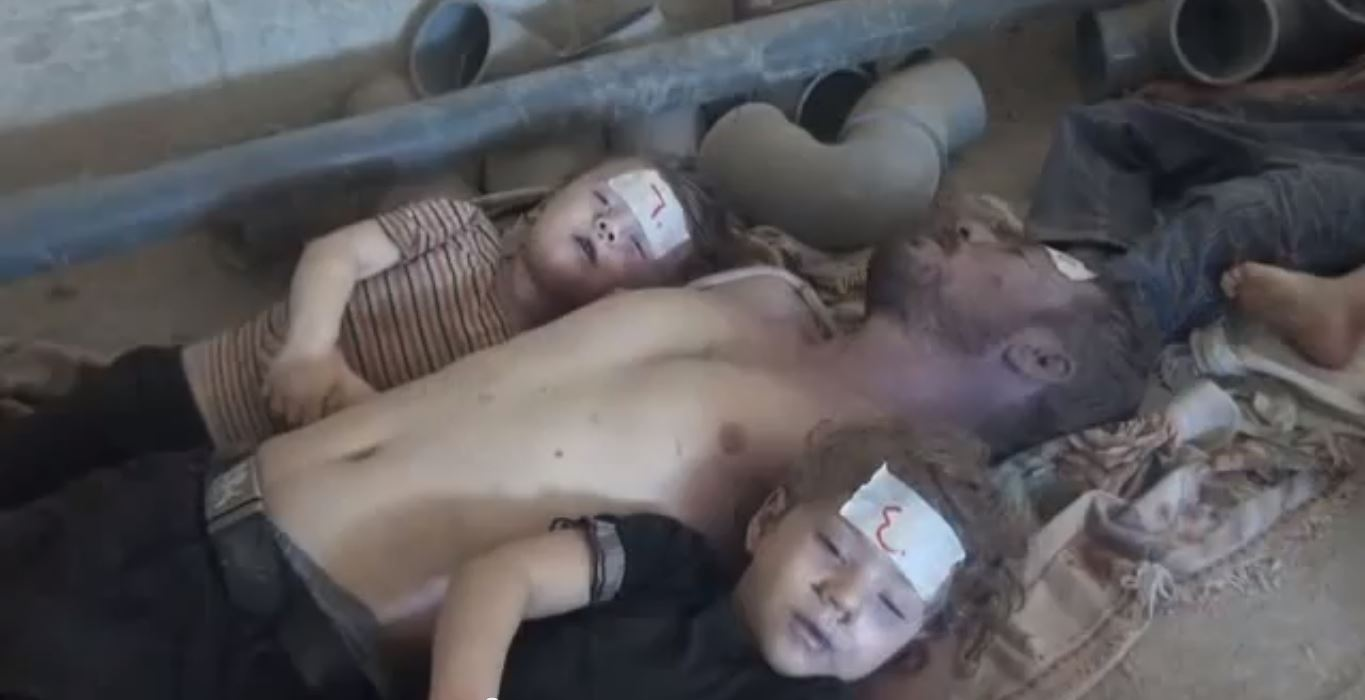
قربانیان حمله با سلاح‌های شیمیایی در غوطه

شورای حقوق بشر سازمان ملل متحد بارها و همچنین دیوان بین‌المللی دادگستری و شمار چشمگیری از کشورهای جهان، از جمله، ۴۷ کشور در بیانیه‌ای و در نشست دیگری ۷۹ کشور (در آبان سال ۱۳۹۹)، ده‌ها نهاد حقوق بشری، نقض حقوق بشر در ایران به دست مسئولان حکومت جمهوری اسلامی را محکوم کرده‌اند.
به گزارش خبرگزاری آسوشیتدپرس، دولت آمریکا ایران را به همراه کره شمالی، چین و روسیه، به دلیل نقض شدید حقوق بشر، از جمله، انجام یا اجازه انجام خشونت بر ضد اقلیت‌های دینی و قومی، محدود ساختن آزادی بیان و آزادی گردهمایی، متهم کرد.
در ۲۳ بهمن ۱۳۹۹ بیش از صد تن از نمایندگان مجلس نمایندگان ایالات متحده آمریکا از هر دو حزب دموکرات و جمهوری‌خواه، قطعنامه‌ای را به امضا رساندند که در آن از ایران دموکراتیک و سکولار پشتیبانی شده نیز و توطئه‌های تروریستی حکومت جمهوری اسلامی را محکوم می‌کند. در این قطعنامه، اشاره شده که حکومت جمهوری اسلامی، بارها مردم معترض ایران را در گذشته از جمله، در جریان اعدام‌های گسترده ۱۳۶۷، اعتراضات دانشجویی سال ۱۳۷۸، اعتراضات سراسری ۱۳۸۸ (تا ۱۳۹۰)، اعتراضات سراسری دی ۱۳۹۶، اعتراضات سراسری آبان ۱۳۹۸ و خیزش ۱۴۰۱ ایران سرکوب کرده است.

## برخی از ناقضان حقوق بشر در جمهوری اسلامی ایران
نام برخی از مسئولان (تحریم شده یا نشدهٔ) نقض کنندهٔ حقوق بشر در جمهوری اسلامی عبارت است از:
1. سید روح‌الله خمینی؛ حوزوی (مرجع تقلید)، بنیان‌گذار نظام جمهوری اسلامی ایران؛[۲۳][۵۴][۵۵]
2. سید علی خامنه‌ای؛ حوزوی (مرجع تقلید)، رئیس‌جمهور در دهه ۶۰ و نیز دومین رهبر و ولی فقیه نظام جمهوری اسلامی ایران؛[۵۶][۵۷][۵۸][۵۹][۶۰][۶۱][۶۲][۶۳][۶۴][۶۵][۶۶][۶۷][۶۸][۶۹][۷۰][۷۱][۷۲][۷۳]
3. یوسف صانعی؛ حوزوی (مرجع تقلید)، عضو پیشین شورای نگهبان نیز و دادستان کل پیشین کشور؛[۷۴]
4. سید عبدالکریم موسوی اردبیلی؛ حوزوی (مرجع تقلید)، رئیس پیشین دیوان عالی کشور و دادستان کل پیشین کشور؛[۷۴]
5. سید محمود هاشمی شاهرودی؛ حوزوی (مرجع تقلید)، رئیس اسبق قوهٔ قضائیهٔ جمهوری اسلامی ایران و رئیس پیشین مجمع تشخیص مصلحت نظام؛[۷۵][۷۶][۷۷]
6. سید ابراهیم رئیسی؛ رئیس‌جمهورپیشین ایران، حوزوی، دادستان کل پیشین کشور، داستان کل سابق دادگاه ویژه روحانیت، از اعضای هیئت مرگ[۷][۸][۹][۱۰][۱۱][۱۲][۱۳][۱۴][۱۵][۱۶][۱۷][۱۸][۱۹][۷۸] در اعدام دسته‌جمعی زندانیان عقیدتی-سیاسی ایران در تابستان ۱۳۶۷، رئیس سابق آستان قدس رضوی، رئیس سابق قوه قضاییه؛[۷۹][۸۰][۸۱][۸۲][۸۳][۸۴]
7. سید مجتبی خامنه‌ای؛ حوزوی، فرزند علی خامنه‌ای؛[۸۵]
8. تقی گیوه‌چی (محمدتقی مصباح یزدی)؛ حوزوی، عضو پیشین مجلس خبرگان رهبری و نیز عضو پیشین شورای عالی انقلاب فرهنگی؛[۷۴]
9. حسن روحانی؛ حوزوی، رئیس‌جمهور سابق جمهوری اسلامی ایران؛[۷۳][۸۰][۸۶]
10. علی قدوسی (داماد سید محمدحسین طباطبایی)؛ حوزوی، دادستان کل پیشین انقلاب اسلامی، مدیر پیشین مدرسه حقانی، عضو شورای عالی قضایی؛[۷۴]
11. مصطفی پورمحمدی؛ حوزوی، وزیر کشور در دولت محمود احمدی‌نژاد، وزیر دادگستری در دولت حسن روحانی؛ یکی از اعضای هیئت مرگ[۱۴][۱۵] در اعدام دسته‌جمعی زندانیان عقیدتی-سیاسی ایران در تابستان ۱۳۶۷؛[۷۹][۸۱][۸۷][۸۸]
12. سید محمد بهشتی؛ حوزوی، نخستین دبیرکل حزب جمهوری اسلامی و نخستین رئیس دیوان عالی کشور و رئیس شورای عالی قضایی؛[۷۴]
13. محمدباقر قالیباف؛ رئیس مجلس شورای اسلامی و فرماندهٔ اسبق نیروی هوایی سپاه پاسداران انقلاب اسلامی و فرماندهی انتظامی؛[۸۰][۸۹]
14. علی‌اکبر ناطق نوری؛ حوزوی، فرمانده پیشین کمیته انقلاب اسلامی، رئیس سابق دفتر بازرسی خامنه‌ای، وزیر پیشین کشور، سومین رئیس مجلس شورای اسلامی و نیز عضو سابق مجمع تشخیص مصلحت نظام؛[۷۴]
15. مرتضی اشراقی؛ دادستان اسبق انقلاب تهران و یکی از اعضای هیئت مرگ[۱۴][۱۵] در اعدام دسته‌جمعی زندانیان عقیدتی-سیاسی ایران در تابستان ۱۳۶۷؛[۸۱][۹۰][۹۱]
16. حسینعلی نیری، حوزوی، رئیس اسبق دیوان عالی کشور، یکی از اعضای هیئت مرگ[۱۴][۱۵] در اعدام دسته‌جمعی زندانیان عقیدتی-سیاسی ایران در تابستان ۱۳۶۷؛[۸۱][۹۲][۹۳][۹۴]
17. سعید امامی (نام مستعار: سعید اسلامی)، معاون وزیر اطلاعات در دولت رفسنجانی، از آمران پروژه قتل‌های زنجیره‌ای ایران؛[۹۵][۹۶][۹۷]
18. قربانعلی دری نجف‌آبادی، حوزوی، دادستان کل کشور در دهه ۸۰ و وزیر اطلاعات در دولت سید محمد خاتمی؛[۹۸][۹۹][۱۰۰][۱۰۱]
19. علی فلاحیان؛ حوزوی، وزیر اطلاعات دولت رفسنجانی؛[۱۰۲][۱۰۳][۱۰۴]
20. محمداسماعیل شوشتری؛ وزیر پیشین دادگستری، رئیس پیشین سازمان زندان‌ها و نیز یکی از عاملان اعدام دسته‌جمعی زندانیان عقیدتی-سیاسی ایران در تابستان ۱۳۶۷؛[۷۴][۱۰۵][۱۰۶]
21. سید محمود علوی؛ حوزوی، وزیر اطلاعات سابق جمهوری اسلامی؛[۷۹][۱۰۷]
22. سید حسین پورمیرغفاری (سید حسین موسوی تبریزی داماد حسین نوری همدانی مرجع تقلید)؛[۱۰۸][۱۰۹])؛ حوزوی، دادستان کل پیشین انقلاب اسلامی؛[۷۴][۱۱۰][۱۱۱][۱۱۲][۱۱۳][۱۱۴][۱۱۵][۱۱۶]
23. سید ابوالفضل موسوی تبریزی؛ دادستان پیشین کل کشور، نمایندهٔ پیشین مجلس شورای اسلامی و مجلس خبرگان رهبری؛[۷۴][۱۱۰]
24. هاشم علوی؛ معاون پیشین وزارت اطلاعات؛[۷۴]
25. سید حسین موسوی خامنه (میرحسین موسوی)؛ نخست‌وزیر در دهه ۶۰، رئیس پیشین دفتر سیاسی حزب جمهوری اسلامی، رئیس ستاد انقلاب فرهنگی در سال ۱۳۶۰؛[۷۳][۱۱۷]
26. محمدصادق صادقی گیوی (صادق خلخالی)؛ حوزوی، حاکم شرع دادگاه‌های انقلاب در دهه ۶۰ و نیز صادر کننده حکم اعدام تعداد قابل توجهی از مخالفان در اوایل انقلاب ۱۳۵۷؛[۷۵][۱۱۸][۱۱۹][۱۲۰]
27. محمد محمدی ری‌شهری، حوزوی، تولیت حرم شاه عبدالعظیم، نمایندگی سابق ولی فقیه و در گذشته: وزیر اطلاعات؛ رئیس دادگاه انقلاب ارتش، حاکم شرع دادگاه‌های انقلاب اسلامی، دادستان کل کشور، دادستان دادگاه ویژه روحانیت؛[۱۲۱][۱۲۲]
28. محمد محمدی گیلانی، حوزوی، رئیس دیوان عالی کشور و رئیس دادگاه‌های انقلاب و دبیر شورای نگهبان در دهه ۶۰؛[۱۲۳][۱۲۴]
29. محمد محمدی گلپایگانی؛ حوزوی، مشاور و رئیس دفتر رهبر جمهوری اسلامی؛[۱۲۵]
30. احمد جنتی؛ حوزوی، قاضی پیشین دادگاه‌های انقلاب در چند شهر، نماینده ولی فقیه و امام جمعه سابق، دبیر شورای نگهبان، رئیس مجلس خبرگان رهبری، دبیر شورای هماهنگی تبلیغات اسلامی، رئیس پیشین سازمان تبلیغات اسلامی، رئیس پیشین ستاد احیای امر به معروف و نهی از منکر، عضو شورای عالی تبلیغات خارجی، عضو شورای عالی انقلاب فرهنگی، عضو مجمع تشخیص مصلحت نظام؛[۷۴][۱۲۶]
31. غلامرضا حسنی؛ حوزوی، رئیس پیشین کمیته‌های انقلاب اسلامی در آذربایجان غربی و نیز نماینده ولی فقیه و امام جمعهٔ پیشین شهر ارومیه؛[۷۴]
32. محمد مقیسه (نام مستعار: ناصریان)؛ حوزوی، یکی از رئیسان دادگاه انقلاب تهران، سرپرست پیشین زندان گوهردشت (کرج)، دادیار پیشین زندان اوین، رئیس پیشین شعبه دادگاه حجاب و ماهواره در تهران؛[۷۹][۱۰۰][۱۰۱][۱۲۷]
33. جمال کریمی‌راد؛ حوزوی، وزیر پیشین دادگستری، دادیار پیشین دادسرای عمومی و انقلاب، دادستان سابق عمومی کردستان، رئیس پیشین دادگاه انقلاب؛[۷۴]
34. ابوالقاسم صلواتی؛ از رئیسان دادگاه انقلاب تهران؛[۷۹][۱۰۰][۱۰۱]
35. سعید حجاریان کاشانی (نام‌های مستعار: جهانگیر صالح‌پور[۱۲۸] و سعید مظفری[۱۲۹])؛ معاون پیشین وزیر اطلاعات، پاسدار سابق کمیته انقلاب اسلامی، مشاور پیشین سیاسی رئیس‌جمهور و نیز از طراحان «جنبش اصلاح‌طلبی (دوم خرداد)»؛[۷۴][۱۳۰]
36. عبدالصمد خرم‌آبادی؛ دبیر کارگروه تعیین مصادیق محتوای مجرمانه و از حامیان فیلترینگ شبکه‌های اجتماعی محبوب در ایران؛[۱۳۱][۱۳۲][۱۳۳]
37. سید علی‌اکبر محتشمی‌پور؛ حوزوی، وزیر پیشین کشور؛[۷۴]
38. عباس جعفری دولت‌آبادی؛ دادستان پیشین تهران؛[۱۰۰][۱۰۱][۱۳۴]
39. محمدمهدی ربانی املشی؛ حوزوی، دادستان کل پیشین کشور؛[۷۴]
40. عبدالعلی علی‌عسگری؛ رئیس صدا و سیما؛[۱۳۱]
41. حسین الله‌کرم، از سران انصار حزب‌الله؛[۱۰۰][۱۰۱][۱۳۱]
42. ابوالحسن فیروزآبادی، رئیس پیشین ستاد مشترک نیروهای مسلح ایران، مشاور ارشد نظامی رهبر جمهوری اسلامی، دبیر شورای عالی فضای مجازی؛[۱۳۱][۱۳۴]
43. روح‌الله حسینیان؛ حوزوی، جانشین اسبق نماینده دادگاه انقلاب در وزارت اطلاعات؛[۱۳۵][۱۳۶][۱۳۷]
44. محمدعلی جعفری، فرمانده کل پیشین سپاه پاسداران انقلاب اسلامی؛[۱۰۰][۱۰۱][۱۳۴][۱۳۸]
45. حبیب‌الله عسگراولادی؛ عضو پیشین مجمع تشخیص مصلحت نظام، وزیر پیشین بازرگانی، نماینده سابق مجلس شورای اسلامی، معاون پیشین نخست‌وزیر ایران، رئیس پیشین سازمان اوقاف؛[۷۴]
46. اسماعیل احمدی مقدم؛ فرمانده سابق نیروی انتظامی جمهوری اسلامی ایران؛[۱۰۰][۱۰۱][۱۳۴]
47. صادق آملی لاریجانی؛ حوزوی، رئیس مجمع تشخیص مصلحت نظام، رئیس پیشین قوه قضاییه؛[۱۱۹][۱۳۴][۱۳۹]
48. غلامحسین محسنی اژه‌ای؛ حوزوی، رئیس قوه قضائیه، وزیر وزارت اطلاعات در دولت احمدی‌نژاد، دادستان اسبق کل کشور، رئیس پیشین دادگاه ویژه روحانیت؛[۱۰۰][۱۰۱][۱۳۴][۱۳۸]
49. سید عزت‌الله ضرغامی؛ وزیر میراث فرهنگی، رئیس اسبق سازمان صدا و سیما؛[۱۳۴]
50. محمدرضا مهدوی کنی؛ حوزوی، فرمانده پیشین کمیته انقلاب اسلامی، سومین رئیس مجلس خبرگان رهبری، نخست‌وزیر ایران، دبیر پیشین شورای نگهبان، یکی از وزیران پیشین کشور؛[۷۴]
51. مرتضی تمدن، استاندار پیشین تهران؛[۱۳۴]
52. سید علیرضا آوایی؛ وزیر دادگستری؛ یکی از عاملان اعدام دسته‌جمعی زندانیان عقیدتی-سیاسی ایران در تابستان ۱۳۶۷؛[۸۸][۱۴۰]
53. اصغر جهانگیر؛ سازمان زندان‌ها و اقدامات تأمینی و تربیتی کشور؛[۷۹]
54. محمدجواد آذری جهرمی؛ وزیر سابق ارتباطات و فناوری اطلاعات؛[۷۹]
55. حسین اشتری؛ فرمانده کل انتظامی جمهوری اسلامی ایران؛[۷۹]
56. عبدالرضا رحمانی فضلی؛ وزیر کشور دولت حسن روحانی؛[۷۹]
57. محمدعلی رحمانی؛ حوزوی، فرمانده پیشین سازمان بسیج، نماینده ولی فقیه و نیز رئیس پیشین سازمان عقیدتی-سیاسی نیروی انتظامی؛[۷۴][۱۴۱]
58. غلامحسین غیب‌پرور؛ فرمانده بسیج؛[۷۹][۱۴۲]
59. منصور غلامی؛ وزیر علوم؛[۷۹]
60. حجت‌الله خدایی سوری؛ رئیس زندان اوین؛[۱۴۳]
61. صادق محصولی؛ وزیر پیشین کشور و وزیر رفاه؛[۱۰۰][۱۳۸]
62. حیدر مصلحی؛ حوزوی، وزیر اطلاعات در دورهٔ احمدی‌نژاد؛[۱۳۸]
63. سبزوار رضایی میرقائد، معروف به محسن رضایی؛ یکی از فرماندهان پیشین سپاه پاسداران انقلاب اسلامی و دبیر مجمع تشخیص مصلحت نظام؛[۱۰۲][۱۰۴]
64. سید یحیی رحیم‌صفوی؛ مشاور علی خامنه‌ای در امور نیروهای مسلح و نیز فرمانده پیشین کل سپاه پاسداران انقلاب اسلامی؛[۷۴]
65. مصطفی محمدنجار؛ وزیر کشور و جانشین فرمانده کل قوا در نیروی انتظامی جمهوری اسلامی؛[۱۳۸]
66. احمدرضا رادان؛ جانشین سابق فرمانده کل نیروی انتظامی جمهوری اسلامی و رئیس پلیس تهران؛[۱۰۰][۱۰۱][۱۳۸]
67. عباس پیرعباسی؛ یکی از قاضیان دادگاه انقلاب؛[۱۰۰][۱۰۱]
68. محمد سرافراز؛ مدیر بخش برون‌مرزی سازمان صدا و سیما و تلویزیون انگلیسی‌زبان پرس تی وی... ؛[۱۳۲][۱۳۳]
69. امیر مرتضوی؛ معاون دادستان دادگستری مشهد؛[۱۰۰][۱۰۱]
70. غلامعلی رشید؛ فرمانده قرارگاه مرکزی خاتم‌الانبیا (سپاه)؛[۱۴۴]
71. مالک اژدر شریفی؛ رئیس دادگستری آذربایجان شرقی؛[۱۰۰][۱۰۱]
72. سید احمد زرگر؛ قاضی یکی از دادگاه‌های تجدید نظر استان تهران؛[۱۰۰][۱۰۱]
73. وحید حقانیان؛ معاون اجرایی و امور ویژه بیت رهبری؛[۱۴۵][۱۴۶][۱۴۷]
74. محسن رفیق‌دوست؛ وزیر سپاه پاسداران و نیز رئیس پیشین بنیاد مستضعفان و جانبازان انقلاب اسلامی؛[۷۴]
75. علی اکبر یساقی؛ یکی از قاضیان دادگاه انقلاب مشهد؛[۱۰۰][۱۰۱]
76. مصطفی بزرگ‌نیا؛ رئیس بند ۳۵۰ زندان اوین؛[۱۰۰][۱۰۱]
77. علی‌اکبر ولایتی؛ مشاور امور بین‌الملل رهبر جمهوری اسلامی ایران، رئیس مرکز تحقیقات استراتژیک مجمع تشخیص مصلحت نظام، رئیس هیئت امنای دانشگاه آزاد اسلامی؛[۱۴۸]
78. عبدالله عراقی؛ جانشین فرمانده سپاه پاسداران؛[۱۰۰][۱۰۱]
79. علی فضلی؛ جانشین فرمانده بسیج؛[۱۰۰][۱۰۱]
80. حسین دهقان؛ مشاور فرمانده کل قوا (رهبر جمهوری اسلامی ایران) در حوزه صنایع دفاعی و دومین فرماندهٔ نیروی هوایی سپاه پاسداران انقلاب اسلامی؛[۱۴۹][۱۵۰][۱۵۱]
81. حسین همدانی؛ یکی از فرماندهان بلندپایه پیشین سپاه پاسداران انقلاب اسلامی، رئیس پیشین قرارگاه محمد رسول‌الله (سپاه)، اولین فرمانده نظامیان ایرانی مداخله‌گر در سوریه و مسئول تشکیل شبه‌نظامیان پشتیبان بشار اسد؛[۱۰۰][۱۰۱][۱۵۲][۱۵۳]
82. علی رازینی؛ حوزوی، دادستان اسبق انقلاب تهران، رئیس سازمان قضایی نیروهای مسلح، رئیس کل پیشین دادگستری تهران، رئیس سابق دیوان عدالت اداری، رئیس اسبق دادگاه ویژه روحانیت؛[۱۵۴]
83. علی خلیلی؛ رئیس قرارگاه ثارالله (یکی از قرارگاه‌های مهم امنیتی سپاه)؛[۱۰۰][۱۰۱]
84. بهرام مطلقی (حسینی)؛ فرمانده قرارگاه سیدالشهدا (سپاه)؛[۱۰۰][۱۰۱]
85. غلامعلی حداد عادل؛ پدرزن پسر خامنه‌ای، چهارمین رئیس مجلس شورای اسلامی؛[۱۵۵][۱۵۶]
86. حسن حداد (الیاس حسن زارع دهنوی)؛[۱۰۱][۱۵۷]
87. فضل‌الله مهدی‌زادهٔ محلاتی (فضل‌الله محلاتی)؛ حوزوی، نماینده ولی فقیه در سپاه پاسداران انقلاب اسلامی؛[۷۴]
88. حمیدرضا عمادی؛ مدیر اتاق خبر پرس تی وی (سازمان وابسته به نظام جمهوری اسلامی ایران)؛[۱۳۲][۱۳۳]
89. موسی واعظی؛ یکی از مسئولان پیشن وزارت اطلاعات تهران و نیز جزو رئیسان پیشین زندان؛[۷۴]
90. عزیزالله رجب‌زاده؛ فرمانده سابق نیروی انتظامی تهران؛[۱۰۰][۱۰۱]
91. علی مبشری؛ حوزوی، مستشار دیوان عالی کشور، معاون پیشین قضائی دیوان عدالت اداری، رئیس پیشین دادگاه انقلاب استان تهران و نیز حاکم شرع اوین در دههٔ ۱۳۶۰؛[۷۴]
92. اسدالله جعفری؛ دادستان استان مازندران؛[۱۳۲][۱۳۳]
93. حسین ساجدی‌نیا؛ فرمانده نیروی انتظامی تهران؛[۱۰۰][۱۰۱]
94. اکبر هاشمی رفسنجانی؛ حوزوی، رئیس مجلس شورای اسلامی در دهه ۶۰؛ رئیس‌جمهور در دهه ۷۰؛ رئیس اسبق مجمع تشخیص مصلحت نظام و رئیس اسبق مجلس خبرگان رهبری؛[۱۵۸][۱۵۹]
95. محمد یزدی؛ حوزوی، چهارمین رئیس مجلس خبرگان رهبری و چهارمین رئیس قوهٔ قضائیهٔ جمهوری اسلامی ایران؛[۷۵][۱۳۹][۱۶۰][۱۶۱][۱۶۲][۱۶۳]
96. سید حسن شریعتی؛ رئیس دادگستری مشهد؛[۱۰۰][۱۰۱]
97. سید محمد سلطانی؛ یکی از قاضیان دادگاه انقلاب مشهد؛[۱۰۰][۱۰۱]
98. علی صیاد شیرازی؛ فرمانده پیشین در کردستان، یکی از فرماندهان جنگ و نیز از فرماندهان پیشین ارتش؛[۷۴]
99. محمدحسین باقری؛ رئیس ستاد کل نیروهای مسلح جمهوری اسلامی؛
100. رحیم حمل‌بر؛ یکی از قاضیان دادگاه انقلاب تبریز؛[۱۳۲][۱۳۳]
101. محمد نیازی؛ حوزوی، رئیس پیشین سازمان قضایی نیروهای مسلح و نیز رئیس پیشین سازمان بازرسی کل کشور؛[۷۴]
102. علی‌اکبر حیدری‌فر؛ یکی از بازپرسان پیشین شعبه امنیت؛[۱۰۰][۱۰۱]
103. محمدعلی حیدری؛ حوزوی، نماینده ولی فقیه و امام جمعه نهاوند، از فرماندهان پیشین کمیته انقلاب اسلامی، قاضی شرع دادگاه‌های استان همدان؛[۷۴]
104. غلامحسین نادی؛ حوزوی، حاکم (قاضی) شرع، نماینده پیشین مجلس شورای اسلامی؛[۷۴]
105. غلامحسین رمضانی؛ حوزوی، رئیس پیشین سازمان حفاظت اطلاعات نیروی انتظامی جمهوری اسلامی (ناجا)، رئیس پیشین سازمان حفاظت اطلاعات سپاه پاسداران انقلاب اسلامی و نیز رئیس حفاظت اطلاعات وزارت دفاع؛[۱۶۴]
106. غلام‌حسین اسماعیلی؛ رئیس سازمان زندان‌ها؛[۱۰۰][۱۰۱]
107. علی اشرف رشیدی اقدم؛ یکی از رئیسان سازمان زندان اوین؛[۱۳۲][۱۳۳]
108. فرج‌الله صداقت؛ رئیس پیشین زندان اوین؛[۱۰۰][۱۰۱]
109. علی‌محمد بشارتی جهرمی؛ وزیر پیشین کشور، عضو نخستین شورای فرماندهی و از بنیان‌گذاران سپاه پاسداران، مسئول پیشین اطلاعات و تحقیقات سپاه، نماینده دوره اول مجلس شورای اسلامی، جانشین پیشین وزیر امور خارجه، وزیر پیشین کشور، مشاور پیشین امنیتی رئیس مجمع تشخیص مصلحت نظام و نیز مشاور سیاسی رئیس مجمع تشخیص مصلحت نظام؛[۷۴][۱۶۵][۱۶۶]
110. محمدعلی زنجیره‌ای؛ جانشین رئیس سازمان زندان‌ها؛[۱۰۰][۱۰۱]
111. سید محمدباقر موسوی؛ یکی از قاضیان دادگاه انقلاب اهواز؛[۱۳۲][۱۳۳]
112. سید محمد موسوی خوئینی‌ها؛ حوزوی، مشاور پیشین رئیس‌جمهور ایران، رئیس مرکز تحقیقات استراتژیک و دادستان کل پیشین کشور؛[۷۴]
113. عبدالحمید محتشم؛ از اعضای انصار حزب‌الله؛[۱۳۱]
114. حمید استاد؛ از اعضای انصار حزب‌الله؛[۱۳۱]
115. حسن شاهوارپور؛ فرمانده سپاه استانی ولی عصر خوزستان؛[۱۶۷]
116. یوسف کلاهدوز؛ یکی از بنیانگذاران سپاه پاسداران؛[۷۴]
117. علی یونسی؛ حوزوی، وزیر پیشین اطلاعات و نیز مشاور رئیس‌جمهور در امور اقوام و اقلیت‌های دینی و مذهبی؛[۷۴]
118. لیلا واثقی؛ فرماندار شهرستان قدس[۱۶۸][۱۶۹]
119. احمد پورنجاتی؛ مدیر کل پیشین فرهنگی وزارت اطلاعات و نیز جانشین پیشین رئیس سازمان صدا و سیما؛[۷۴]
120. غلامرضا منصوری؛ حوزوی، بازپرس پیشین شعبه ۹ دادسرای کارکنان دولت و سرپرست دادسرای فرهنگ و رسانه و قاضی اجراییات شهرستان لواسان.[۱۷۰][۱۷۱]
121. مرتضی کیاستی؛ یکی از قاضیان دادگاه انقلاب اهواز؛[۱۳۲][۱۳۳]
122. سهراب سلیمانی، مدیرکل پیشین زندان‌های استان تهران[۱۷۲]
123. قاسم سلیمانی، فرمانده نیروی قدس سپاه و فرمانده جنگ در سوریه و عراق و یمن و افغانستان….[۱۷۳][۱۷۴]
124. مجید انصاری؛ حوزوی، نخستین رئیس سازمان زندان‌ها، معاون حقوقی رئیس‌جمهور، نماینده پیشین مجلس خبرگان رهبری و مجلس شورای اسلامی؛[۷۴]
125. سید رضا موسوی‌تبار؛ رئیس دادستانی دادگاه انقلاب شیراز؛[۱۳۲][۱۳۳]
126. محسن قمی؛ حوزوی، معاون ارتباطات بین‌الملل دفتر علی خامنه‌ای و نیز رئیس پیشین نهاد نمایندگی رهبری در دانشگاه‌ها؛[۱۷۵]
127. احمد مروی؛ عضو جامعه روحانیت مبارز، معاون پیشین سیاسی دادستانی کل انقلاب، معاون پیشین دفتر علی خامنه‌ای در امور ارتباطات حوزوی؛[۱۷۶]
128. عباس آقازمانی (معروف به ابوشریف)؛ حوزوی-نظامی، نخستین فرمانده کل سپاه پاسداران انقلاب اسلامی؛[۷۴]
129. محمدجواد ایروانی؛ رئیس پیشین ستاد اجرایی فرمان امام، عضو مجمع تشخیص مصلحت نظام؛[۱۷۷]
130. مرتضی مقتدایی؛ حوزوی، رئیس پیشین دیوان عالی کشور، دادستان کل پیشین کشور، نماینده ولی فقیه و نیز عضو شورای عالی حوزه علمیه قم؛[۷۴]
131. محسن محمدی اراکی (محسن محمدی عراقی)؛ حوزوی، عضو پیشین مجلس خبرگان رهبری، یکی از رئیسان دادگاه انقلاب اسلامی؛[۱۷۸]
132. غلام‌حسین رهبرپور؛ حوزوی، یکی از رئیسان پیشین دادگاه انقلاب اسلامی تهران؛[۷۴]
133. محمد مخبر؛ معاون اول رئیس‌جمهور، رئیس پیشین ستاد اجرایی فرمان امام، عضو هیئت مدیره ایرانسل؛[۱۷۹]
134. نوراحمد لطیفی؛ معاون وزیر بهداری از سال ۱۳۶۰ تا ۱۳۶۳؛[۱۸۰]
135. سید شمس‌الدین کاظمی؛ بازپرس دادگاه انقلاب دزفول در دهه ۶۰؛[۱۸۱]
136. فتح‌الله امید نجف‌آبادی؛ حوزوی، حاکم شرع (قاضی) و نیز نماینده پیشین مجلس شورای اسلامی؛[۷۴]
137. مجید تراب‌پور؛ مدیر کل سازمان زندان‌های استان فارس و کهگیلویه و بویر احمد از دهه ۶۰ تا دستِ‌کم ۱۳۷۴؛[۱۸۲]
138. رضا صرامی؛ رئیس پیشین سازمان زندان‌های استان خوزستان؛[۱۸۳]
139. ابوالقاسم خزعلی؛ حوزوی، عضو پیشین شورای نگهبان؛[۷۴]
140. محمدکاظم بهرامی؛ حوزوی، رئیس دیوان عدالت اداری کشور و نیز رئیس پیشین سازمان قضایی نیروهای مسلح؛[۷۴][۱۸۴][۱۸۵][۱۸۶][۱۸۷]
141. منصور ارضی؛ مداح بیت خامنه‌ای؛[۷۴]
142. مرتضی فهیم کرمانی؛ حوزوی، رئیس پیشین دادگاه انقلاب اسلامی، کرمان نماینده پیشین مجلس شورای اسلامی و مجلس خبرگان رهبری؛[۷۴][۱۱۲][۱۸۸]
143. عبدالمجید معادیخواه؛ حوزوی، قاضی شرع دادگاه انقلاب، وزیر فرهنگ و ارشاد اسلامی و نیز نماینده پیشین مجلس شورای اسلامی؛[۷۴]
144. محمدعلی موحدی کرمانی؛ حوزوی، نمایندگی ولی فقیه در سپاه پاسداران انقلاب اسلامی، رئیس پیشین مجمع تشخیص مصلحت نظام، نمایندهٔ مجلس خبرگان رهبری و مجلس شورای اسلامی؛[۷۴]
145. محمد حسین زیبایی‌نژاد (حسین نجات)؛ جانشین رئیس سازمان اطلاعات سپاه پاسداران انقلاب اسلامی، فرمانده پیشین سپاه حفاظت ولی‌امر (سپاه محافظت از خامنه‌ای) و نیز فرمانده قرارگاه ثارالله سپاه پاسداران انقلاب اسلامی؛[۱۸۹][۱۹۰]
146. ابوالقاسم سرحدی‌زاده؛ نمایندهٔ پیشین مجلس شورای اسلامی و وزیر پیشین کار و امور اجتماعی؛[۷۴]
147. سید محمدعلی موسوی جزایری؛ حوزوی، نمایندهٔ مجلس خبرگان رهبری، رئیس حوزه علمیه اهواز و نیز در گذشته، ولی فقیه و امام جمعه اهواز؛[۷۴]
148. حسن محمدی؛ یکی از مدیران بلندپایه وزارت اطلاعات؛[۷۴][۱۹۱]
149. سید محمد غرضی؛ یکی از پایه‌گذاران کمیته انقلاب اسلامی و سپاه پاسداران انقلاب اسلامی، وزیر پیشین نفت ایران، وزیر پیشین پست و تلگراف و تلفن و نیز معاون پیشین استاندار کردستان؛[۷۴]
150. سرمدی (که در منابع گوناگون، با نام‌های ناصر،[۱۹۲] حمید[۷۴] و علی،[۱۹۳] از وی یاد شده است)، معاون پیشین وزیر اطلاعات؛
151. عبدالرحیم ربانی شیرازی؛ حوزوی، نمایندهٔ ولی فقیه (نمایندهٔ خمینی، از جمله، در غائله کردستان و آذربایجان)، عضو پیشین مجلس خبرگان قانون اساسی و مجلس خبرگان رهبری و شورای نگهبان؛[۷۴]
152. عباس دوزدوزانی؛ یکی از پایه‌گذاران سپاه پاسداران؛[۷۴]
153. حمید نوری؛ یکی از کارمندان پیشین قوه قضاییه و نیز عضو «هیئت اعدام (کمیتهٔ مرگ)» در گوهردشت (کرج) در قتل‌عام سال ۱۳۶۷؛[۱۹۴][۱۹۵][۱۹۵][۱۹۶][۱۹۷][۱۹۸][۱۹۹][۲۰۰][۲۰۱][۲۰۲][۲۰۳][۲۰۴]
154. سید حسن شاهچراغی؛ حوزوی، رئیس پیشین دفتر دادستانی کل انقلاب، سرپرست سابق مؤسسه کیهان، نماینده پیشین مجلس شورای اسلامی؛[۷۴]
155. علی ربیعی (نام مستعار: عباد)؛ معاون پیشین حقوقی و پارلمانی وزیر اطلاعات و نیز وزیر تعاون، کار و رفاه اجتماعی ایران؛[۲۰۵][۲۰۶]
156. رشید جلالی جعفری؛ یکی از فرماندهان سپاه پاسداران، معاون پیشین امنیتی و انتظامی وزیر کشور، معاون پیشین وزیر اطلاعات؛[۷۴]
157. مصطفی کاظمی (قتل‌های زنجیره‌ای) (نام‌های مستعار: هاشمی و موسوی)، مدیر کل پیشین اداره اطلاعات استان فارس، جانشین معاون سابق وزیر اطلاعات و از عوامل اصلی جریان قتل‌های زنجیره‌ای ایران؛[۷۴][۲۰۷][۲۰۸][۲۰۹]
158. منیرالدین شیرازی؛ حوزوی و نیز نماینده پیشین ولی فقیه؛[۷۴]
159. خسرو قنبری تهرانی (خسرو تهرانی)؛ مسئول پیشین دفتر اطلاعات نخست‌وزیری و نیز معاون پیشین وزارت اطلاعات؛[۷۴]
160. سید مرتضی بختیاری؛ حوزوی، وزیر پیشین دادگستری، دادستان پیشین عمومی، انقلاب و ویژه روحانیت مشهد، رئیس پیشین سازمان زندان‌ها، معاون سابق سیاسی امنیتی دادستان کل کشور و نیز رئیس پیشین حوزه ریاست قوه قضاییه؛[۷۴][۲۱۰][۲۱۱]
161. احمد وحیدی؛ وزیر پیشین دفاع و پشتیبانی نیروهای مسلح، معاون پیشین اطلاعات ستاد مشترک سپاه؛[۷۴][۲۱۲][۲۱۳][۲۱۴]
162. منوچهر متکی؛ مشاور رهبر و معاون بین‌الملل بیت رهبری، وزیر پیشین امور خارجه و نیز رئیس پیشین اداره هفتم سیاسی وزارت امور خارجه؛[۷۴]
163. سید علی‌اصغر حجازی؛ حوزوی، معاون امنیتی-سیاسی بیت رهبری (خامنه‌ای)، معاون پیشین امور خارجی وزارت اطلاعات، قاضی پیشین شرع در خوزستان؛[۷۴][۲۱۵][۲۱۶][۲۱۷][۲۱۸][۲۱۹][۲۲۰]
164. محمدحسین صفار هرندی؛ مشاور پیشین فرمانده کل سپاه پاسداران، مسئول پیشین دفتر سیاسی سپاه، وزیر پیشین فرهنگ و ارشاد اسلامی و نیز عضو مجمع تشخیص مصلحت نظام؛[۷۴]
165. مصطفی نظری؛ دادستان عمومی و انقلاب شوش؛[۲۲۱]
166. فرهاد نظری؛ فرمانده پیشین پلیس تهران؛[۷۴]
167. محمد سلیمی (روحانی)؛ حوزوی، حاکم پیشین شرع دادگاه انقلاب اسلامی، رئیس پیشین سازمان قضایی نیروهای مسلح استان همدان، رئیس سابق شعبه ۳۱ دیوان عالی کشور، دادستان پیشین کل ویژه روحانیت کشور.[۱۴۱]

### فهرست نام‌های برخی بازجویان و شکنجه‌گران
«شلاق می‌زدند که نماز بخوانیم».
عفت ماهباز، زندانی سیاسی در دهه ۱۳۶۰

1. اسدالله لاجوردی، عضو شورای مرکزی حزب مؤتلفه اسلامی و نیز دادستان اسبق انقلاب تهران و رئیس زندان اوین و رئیس سازمان زندان‌های ایران در دهه ۶۰؛[۲۲۳][۲۲۴][۲۲۵][۲۲۶]
2. حسن رحیم‌پور ازغدی؛ حوزوی، بازجو در دهه ۶۰، از استادان دانشگاه سپاه پاسداران (دانشگاه امام حسین) و نیز عضو شورای عالی انقلاب فرهنگی؛[۷۴]
3. جواد عباسی کنگوری (نام‌های مستعار: جواد آزاده و جواد آملی)؛ بازجوی پیشین ساواک[۲۲۷] و بعدها بازجوی وزارت اطلاعات و سپس یک نهاد امنیتی موازی؛[۲۲۸][۲۲۹][۲۳۰][۲۳۱]
4. داوود رحمانی، نخستین رئیس زندان قزل‌حصار تهران؛[۲۳۲]
5. محمد کچوئی، اولین رئیس زندان اوین در دورهٔ جمهوری اسلامی؛
6. حسین شریعتمداری، نماینده ولی فقیه در مؤسسه کیهان. وی به عنوان معاون اجتماعی وزارت اطلاعات، بازجوی برخی از زندانیان عقیدتی و سیاسی بود.[۲۳۳][۲۳۴]
7. محمدرضا نقدی، فرمانده پیشین بسیج.[۱۰۰][۱۰۱][۲۳۵] پرونده شکنجه شهرداران تهران (غلام‌حسین کرباسچی و مدیرانش) یکی از معدود مواردی بود که در قوه قضایی، دولت و مجلس پیگیری شد و سرانجام، دادگاه، محمدرضا نقدی، فرمانده وقت حفاظت اطلاعات نیروی انتظامی (عامل بازداشت شکنجه شهرداران در بازداشتگاه وصال نیروی انتظامی) را به ۸ ماه حبس قطعی، محکوم کرد. (وکیل مدافع وی الهام بود که بعدها به پست معاون اوّلی محمود احمدی‌نژاد رسید و سردار نقدی نیز به عنوان رئیس ستاد مبارزه با قاچاق کالا و ارز در دولت احمدی‌نژاد منصوب شد).[۲۳۶]
8. سعید مرتضوی؛ دادستان اسبق عمومی و انقلاب تهران و رئیس پیشین ستاد مبارزه با قاچاق کالا و ارز؛[۸۱][۱۰۰][۱۰۱][۱۳۴][۱۳۸]
9. سید حسین مرتضوی؛ حوزوی، رئیس زندان اوین در قتل‌عام زندانیان عقیدتی و سیاسی در سال ۱۳۶۷؛[۷۴][۲۳۷]
10. عباس‌علی علی‌زاده؛ حوزوی، یکی از حاکمان (قاضیان) شرع و نیز رئیس پیشین کل دادگستری تهران؛[۷۴][۲۳۸]
11. داوود لشکری؛ رئیس پیشین زندان گوهردشت؛[۷۴][۲۳۹]
12. پیام فضلی‌نژاد؛ معاون پیشین اطلاعات نیروی انتظامی (ناجا)؛[۷۴]
13. حسین طائب؛ حوزوی، رئیس سازمان اطلاعات سپاه پاسداران انقلاب اسلامی و فرمانده پیشین بسیج؛[۱۰۰][۱۰۱][۱۳۸][۲۴۰]
14. هادی غفاری؛ حوزوی، بازجو و نیز نماینده سه دوره اول مجلس شورای اسلامی؛[۷۴][۱۴۱]
15. جعفر شجونی؛ حوزوی، عضو شورای مرکزی جامعه روحانیت مبارز و نیز از همراهان سید مجتبی نواب صفوی (رهبر تشکیلات فدائیان اسلام)؛
16. علی همتیان (نام مستعار: رئوف)؛ یکی از بازجویان و شکنجه‌گران[۲۴۱] عضو سازمان اطلاعات سپاه پاسداران انقلاب اسلامی؛[۲۴۲]
17. حسن شایانفر (نام مستعار: معصومی)؛[۲۳۴][۲۴۳]
18. احمد قدیریان؛ یکی از بازجویان پیشین و نیز معاون اجرایی علی قدوسی در دادستانی کل انقلاب[۲۴۴] و نیز از همکاران اسدالله لاجوردی که نقش مؤثری در اعدام مخالفان جمهوری اسلامی در دهه ۶۰ خورشیدی داشت.
19. مرتضی الویری؛ نماینده پیشین مجلس شورای اسلامی و نیز بازجو؛[۷۴]
20. مسعود صفدری (نام مستعار: ستار)؛ یکی از بازجویان و شکنجه‌گران[۲۴۱] عضو سازمان اطلاعات سپاه پاسداران انقلاب اسلامی.[۲۴۲]
21. اکبر کبیری آرانی (معروف به حاج فکور)؛ بازجو و نیز رئیس پیشین زندان اوین؛[۷۴][۲۴۵][۲۴۶][۲۴۷][۲۴۸][۲۴۹]
22. حسین مؤید عابدی؛ رئیس پیشین اداره اطلاعات استان گیلان، سربازجو و رئیس پیشین زندان بندر انزلی، اشتغال در دادستانی، مدیر کل پیشین ستاد اجرایی فرمان امام در گیلان؛[۷۴][۲۵۰][۲۵۱]
23. مجتبی حلوایی عسگر؛ بازجو، معاون پیشین رئیس زندان و نیز یکی از مسئولان سابق اعدام‌ها در زندان اوین؛[۷۴][۲۵۲]
24. سید هادی خامنه‌ای؛ حوزوی، نماینده پیشین مجلس شورای اسلامی و نیز یکی از بازجویان پیشین زندان اوین؛[۷۴]
25. اکبر خوش‌کوش؛ بازجو و نیز مشاور پیشین عملیاتی وزیر اطلاعات؛[۷۴]
26. محمدرضا رضایی فرودی بازجو و از عوامل سپاه پاسداران در تهران و شیراز و از کارمندان شورای اسلامی شهر تهران و شورای اسلامی شهر شیراز؛[۲۵۳]

«محمدرضا رضایی فرودی به زندانیان سیاسی می‌گفت دشمنان اسلام کرم‌های کوچکی هستند».'
محمد رئیسی، زندانی سیاسی در زندان عادل آباد سال ۹۸

## نهادهای ناقض حقوق بشر در ایران
1. سپاه پاسداران انقلاب اسلامی؛[۱۳۴][۲۵۵]
2. سازمان بسیج (زیرمجموعه پاسداران انقلاب اسلامی)؛[۱۳۴]
3. نیروی انتظامی جمهوری اسلامی ایران؛[۱۳۴][۲۵۶]
4. وزارت اطلاعات؛[۱۳۴][۲۵۷]
5. سازمان زندان‌های تهران؛[۱۳۴]
6. زندان اوین؛[۱۳۴]
7. زندان رجایی‌شهر؛[۱۳۴]
8. بانک قوامین؛[۱۳۴]
9. بانک آینده؛[۱۳۴]
10. مرکز بررسی جرایم سازمان‌یافته (وابسته به سازمان اطلاعات سپاه پاسداران انقلاب اسلامی)؛[۱۳۴]
11. سازمان صدا و سیمای جمهوری اسلامی ایران؛[۱۳۴][۲۵۷]
12. وزارت فرهنگ و ارشاد اسلامی؛[۱۳۴]
13. پلیس فضای تولید و تبادل اطلاعات ناجا (پلیس جرایم سایبری؛ «فتا»)؛[۱۳۲][۱۳۴]
14. هیئت نظارت بر مطبوعات؛[۱۳۴]
15. مرکز ملی فضای مجازی؛[۱۳۴]
16. انصار حزب‌الله؛[۱۳۱][۱۳۴]
17. نیروی قدس سپاه پاسداران انقلاب اسلامی؛[۱۳۴]
18. لشکر فاطمیون (از زیرمجموعه‌های سپاه قدس)؛[۱۳۴]
19. لشکر زینبیون (یکی از زیرمجموعه‌های سپاه قدس)؛[۱۳۴]

## مسئولان و نهادهای تحریم شده
سران و تعداد قابل توجهی از مسئولان نظام جمهوری اسلامی ایران به دلیل پایمال کردن حقوق بشر بارها در سطح بین‌المللی، تحریم شده‌اند.

## متهمان نقض حقوق بشر در سرکوب خیزش ۱۴۰۱ ایران
برای آگاهی از این بخش، مسئولان تحریم‌شده توسط کشورهای غربی به دلیل سرکوب خیزش ۱۴۰۱ ایران را بخوانید.

## مصونیت ناقضان حقوق بشر
بر پایه گزارش دیده‌بان حقوق بشر، عاملان کشتار و سرکوب معترضان در (جمهوری اسلامی) ایران از مصونیت برخوردارند.

## انکار نقض حقوق بشر
روزنامه‌ها و نهادهای حکومت جمهوری اسلامی، از جمله، روزنامه‌های فارس (ارگان وابسته به سپاه پاسداران انقلاب اسلامی) و کیهان (روزنامه) (زیر نظر نماینده ولی فقیه)، اتهامات نقض حقوق بشر در جمهوری اسلامی را رد می‌کنند.

## آثار دربارهٔ متهمان
«عکس‌های پزشکی قانونی زنجان، نشان می‌دهد که تن من از شانه و سینه تا بازو و ران پا چگونه توسط مردان [زندانبان] دریده شده بود…. من بارها و بارها، چه در سلول‌های انفرادی و چه در بند عمومی زندان اوین، حتی در بند عادی زنان زندان زنجان، روایت‌هایی از تعرض‌های [جنسی] مردان حکومت جمهوری اسلامی ایران نسبت به زنان را شاهد بوده‌ام و شنیده‌ام». نرگس محمدی

- چهره جنایت؛ کتابی (۵ جلدی) است که به بررسی جنایت‌های ۵۰۰ (پانصد) تن از سران و مسئولان سیاسی، امنیتی، نظامی (به ویژه افراد عضو سپاه پاسداران)، انتظامی و قضایی حکومت جمهوری اسلامی پرداخته است.[۷۳][۲۶۴][۲۶۵][۲۶۶][۲۶۷][۲۶۸]
- جنایت بی‌عقوبت (شکنجه و خشونت جنسی علیه زندانیان سیاسی زن در جمهوری اسلامی)؛ ۲ جلدی؛[۲۶۹][۲۷۰]
- شکنجه سفید؛ نوشتاری است از نرگس محمدی دربارهٔ شکنجه‌های جنسی و غیر جنسی دربارهٔ بانوان زندانی (همچون: نرگس محمدی، نیگارا افشارزاده، آتنا دائمی، زهرا ذهتابچی، نازنین زاغری، مهوش شهریاری، هنگامه شهیدی، ریحانه طباطبایی، سیما کیانی، فاطمه محمدی، صدیقه مرادی، نازیلا نوری و شکوفه یداللهی[۲۷۱]) در نظام جمهوری اسلامی ایران، به همراه نام برخی از شکنجه‌گران.[۲۶۳]
- کشتار زندانیان سیاسی در ایران (روایت بازماندگان و اظهارات مسئولان)؛ نوشتاری از بنیاد عبدالرحمان برومند؛[۲۷۲][۲۷۳]
- شکنجه و شکنجه‌گر (تحقیقی در باب شکنجه در رژیم آخوندی)؛ نوشتاری از کاظم مصطفوی؛[۲۴۷][۲۴۹]
- زیر بوته‌های لاله عباسی؛ کتابی از نسرین پرواز.[۲۷۴]